# سانتياغو أزكويرو
سانتياغو أزكويرو مارين (بالإسبانية: Santi Ezquerro)‏، من مواليد 14 ديسمبر 1976 في كالاهورا في إسبانيا، لاعب كرة قدم إسباني، ويلعب مع نادي أوساسونا الإسباني.
و قد بدأ بلعب كرة القدم مع نادي أوساسونا في عام 1994، وفي موسم 1996/1997 انتقل إلى نادي أتلتيكو مدريد، وفي موسم 1997/1998 لعب مع نادي مايوركا، وفي عام 1998 انتقل إلى نادي أتلتيك بيلباو، ومع بيلباو أظهر أزكويرو أنه أحد أفضل المهاجمين في الدوري الإسباني، حيث لعب 241 مباراة وسجل 107 هدف، وبعد أن انتقل إلى نادي برشلونة لم يستطع أن يفرض نفسه في الفريق الأساسي فانتقل بعد ذلك إلى ناديه السابق أوساسونا.
صنع ازكويرو اسمه مع اتليتيكو بلباو حيث لعب في صفوفه ما يقرب من 221 مباراة، و بعدها انتقل لصفوف برشلونة.

## روابط خارجية
- سانتياغو أزكويرو على موقع الاتحاد الدولي (مؤرشف)  (الإنجليزية)
- سانتياغو أزكويرو على موقع الاتحاد الأوربي (الإنجليزية)
- سانتياغو أزكويرو على موقع قاعدة بيانات كرة القدم.إي يو (الإنجليزية)
- سانتياغو أزكويرو على موقع ناشيونال فوتبول تيمز (الإنجليزية)
- سانتياغو أزكويرو على موقع عالم كرة القدم.نت (الإنجليزية)